# ユー・アー・ホワット・ユー・イズ
『ユー・アー・ホワット・ユー・イズ』（You Are What You Is）は、フランク・ザッパが1981年に発表したアルバム。オリジナルLPでは2枚組だったが、CDでは1枚にまとめられた。

## 解説
本作で発表された20曲は、全て1980年までにライブ演奏されており、1980年秋のツアーのパンフレットには「『不吉な靴下』第三楽章よりテーマ」を除く全曲がレパートリーとして記載されていた。「コーンヘッド」「ザ・ミーク・シャル・インヘリット・ナッシング」は1978年のツアーで既に初演されており、後者は1988年に行われたザッパ最後のツアーに至るまで取り上げられ続けた。
1980年夏にザッパ所有のスタジオUMRKでベーシック・トラックが録音され、その後、多くのオーバーダビングが施された。「『不吉な靴下』第三楽章よりテーマ」は、1980年春のツアーのライブ音源を元にして、スティーヴ・ヴァイがザッパのギター・パートを採譜し、ユニゾンの演奏となるようにオーバーダビングを施した。

## 収録曲
全曲フランク・ザッパ作。5.はインストゥルメンタル。
1. ティーネイジ・ウィンド - "Teen-Age Wind" - 3:01
2. ハーダー・ザン・ユア・ハズバンド - "Harder Than Your Husband" - 2:28
3. ドリーン - "Doreen" - 4:44
4. ゴブリン・ガール - "Goblin Girl" - 4:06
5. 「不吉な靴下」第三楽章よりテーマ - "Theme from the 3rd Movement of Sinister Footwear" - 3:31
6. ソサエティ・ペイジズ - "Society Pages" - 2:26
7. アイム・ア・ビューティフル・ガイ - "I'm a Beautiful Guy" - 1:56
8. ビューティー・ノウズ・ノー・ペイン - "Beauty Knows No Pain" - 3:01
9. チャーリーズ・イノーマス・マウス - "Charlie's Enormous Mouth" - 3:36
10. エニィ・ダウナーズ? - "Any Downers?" - 2:08
11. コーンヘッド - "Conehead" - 4:18
12. ユー・アー・ホワット・ユー・イズ - "You Are What You Is" - 4:23
13. マッド・クラブ - "Mudd Club" - 3:11
14. ザ・ミーク・シャル・インヘリット・ナッシング - "The Meek Shall Inherit Nothing" - 3:10
15. ダム・オール・オーヴァー - "Dumb All Over" - 4:03
16. 天国の銀行口座 - "Heavenly Bank Account" - 3:44
17. スーサイド・チャンプ - "Suicide Chump" - 2:49
18. ジャンボ・ゴー・アウェイ - "Jumbo Go Away" - 3:43
19. もし彼女がそうしていたら - "If Only She Woulda" - 3:47
20. ドラフテッド・アゲイン - "Drafted Again" - 3:06

## 参加ミュージシャン
- フランク・ザッパ - リードギター、ボーカル
- アイク・ウィリス - リズムギター、ボーカル
- レイ・ホワイト - リズムギター、ボーカル
- ボブ・ハリス – ボーイ・ソプラノ、トランペット
- スティーヴ・ヴァイ - ギター[10]
- トミー・マーズ - キーボード
- アーサー・バロウ – ベース
- エド・マン - パーカッション
- David Ocker - クラリネット、バスクラリネット
- モーターヘッド・シャーウッド - テナー・サックス、ボーカル
- デニー・ウォリー - スライドギター、ボーカル
- デヴィッド・ローグマン - ドラムス
- クレイグ・スチュワート - ハーモニカ
- ジミー・カール・ブラック - ボーカル
- アーメット・ザッパ - ボーカル
- ムーン・ザッパ - ボーカル
- Mark Pinske - ボーカル